# Kościół Narodzenia Najświętszej Maryi Panny w Zamartem
Kościół Narodzenia Najświętszej Maryi Panny w Zamartem – rzymskokatolicki kościół parafialny należący do parafii pod tym samym wezwaniem (dekanat kamieński diecezji pelplińskiej. Stanowi część zespołu klasztornego karmelitów bosych. Stanowi diecezjalne Sanktuarium Matki Bożej Szkaplerznej.
W 1766 roku został położony kamień węgielny pod budowę świątyni. Ponownie został położony kamień węgielny i rozpoczęto budowę krypty w 1769 roku. Prace murarskie przy korpusie nawowym i prezbiterium zostały zakończone w 1772 
roku. Wieża została wybudowana w latach 1776–1779. Nakryta została blachą do 1783 roku. Kościół został konsekrowany w 1780 roku.
Jest to budowla orientowana, trzynawowa, halowo-emporowa z wieżą od strony zachodniej. Od strony północnej przylegają do niej trzy skrzydła klasztorne z prostokątnym wirydarzem. Bryła zespołu jest zdominowana przez trzykondygnacyjną wieżę. Korpus nawowy nakrywa wysoki dwuspadowy dach. Prezbiterium wysokością murów obwodowych jest równe korpusowi, jednakże nakryte jest sporo niższym dachem. Zamknięte jest od strony wschodniej wydatnym wielobocznym ryzalitem, nakrytym własnym dachem trójpołaciowym. Skrzydła klasztorne są podpiwniczone, dwukondygnacyjne i posiadają użytkowe poddasze. Nakrywają je dachy dwuspadowe z lukarnami, sięgające kalenicą do 
gzymsu koronującego świątyni. Prezbiterium kościoła jest dwuprzęsłowe, od wewnątrz prostokątne ze ściętymi narożnikami, na zewnątrz wieloboczne. Wschodnie przęsło jest węższe, oddzielone ołtarzem głównym, pełni funkcję zakrystii, nad którą znajduje się pomieszczenie chóru zakonnego. Przęsło zachodnie jest skomunikowane od strony północnej ze skrzydłem klasztornym i małą dobudówką mieszczącą schody prowadzące na empory. Korpus świątyni jest dwuprzęsłowy z bocznymi kaplicami skomunikowanymi przejściami w filarach. Nad kaplicami znajdują się empory. Na przedłużeniu naw bocznych są umieszczone małe aneksy na planie kwadratów. W aneksie południowym znajduje się klatka schodowa prowadząca na emporę i chór muzyczny. Od strony zachodniej jest usytuowana wieża na rzucie kwadratu, która mieści w przęśle podwieżowym kruchtę, skomunikowaną z nawą główną oraz z zachodnim skrzydłem klasztoru. Na piętrze wieży znajduje się empora muzyczna oraz pomieszczenie dawnej biblioteki. Pod świątynią umieszczone są krypty w układzie amfiladowym. Nawy i prezbiterium zamknięte są sklepieniami żaglastymi, opartymi na gurtach, które pomiędzy przęsłami nawy głównej są zdwojone. Elewacje usytuowane są na cokole i zwieńcza je gzyms koronujący. Fasada kościoła jest zdominowana wieżą ujętą trójkątnymi półszczytami korpusu nawowego. Po stronie północnej znajduje się elewacja korpusu odpowiadająca szerokością nawy bocznej, artykułuje ją para pilastrów z jońskimi kapitelami nad którymi umieszczone są imposty, podpierające profilowany gzyms koronujący. Wieża jest podzielona na dwie strefy profilowanym gzymsem kordonowym stanowiącym kontynuację gzymsu koronującego korpusu. Narożniki każdej ze stref są ujęte parami pilastrów. Górna strefa jest zwieńczona z każdej strony gzymsem koronującym z łukiem nadwieszonym na środku. Elewacje wieży są jednoosiowe. W elewacji zachodniej, w dolnej strefie, umieszczone są dwa otwory okienne zamknięte odcinkowo obwiedzione tynkowymi opaskami z kluczem. Dolny otwór, posiada wykrój zbliżony do kwadratu i doświetla kruchtę, górny jest znacznie wyższy i doświetla pomieszczenie dawnej biblioteki. W dolnej strefie elewacji północnej umieszczony jest portal z otworem drzwiowym o łuku koszowym, ujętym dwoma pilastrami nad którym znajduje się zwieńczenie w kształcie szerokiego fryzu z koszowym łukiem flankowanym lizenami. Na górnym gzymsie fryzu są umieszczone ramiona opaski tynkowej obiegającej zamknięty odcinkowo otwór okienny. W górnej strefie są umieszczone wolne elewacje z wysokimi zamkniętymi odcinkowo otworami dzwonnymi. Elewacja północna jest czteroosiowa. Na osiach, w dwóch strefach są umieszczone otwory okienne zamknięte odcinkowo, usytuowane w tynkowych opaskach z kluczami. W dolnej kondygnacji osadzone są w obwiedzionych opaskami polach. Między oknami znajdują się pilastry, na krańcu zachodnim są podwojone. Północna elewacja prezbiterium artykułowana jest przez trzy pilastry. W części zachodniej znajduje się wysoki, zamknięty odcinkowo otwór okienny, umieszczony w opasce z kluczem. Elewacja wschodnia prezbiterium jest ozdobiona wydatnym jednoosiowym, wielokątnym ryzalitem sięgającym gzymsu koronującego. Nad nim znajduje się krzywolinijny szczyt z segmentowym naczółkiem. Na osi ryzalitu znajdują się dwa zamknięte odcinkowo otwory okienne, umieszczone w tynkowych przepaskach z kluczami: dolny posiada wykrój zbliżony do kwadratu, górny ma kształt wysokiego prostokąta.